# Сидор Василь Богданович
Васи́ль Богда́нович Си́дор (нар. 28 березня 1963, місто Нетішин, Хмельницька область) — український політик. Міський голова Славути (з квітня 2006). Член партії ВО «Батьківщина».

## Освіта
У 1992 році закінчив Український інститут інженерів водного господарства у місті Рівне, здобувши кваліфікацію інженера-механіка. У 1998 році закінчив Міжрегіональну академію управління персоналом, здобувши кваліфікацію магістра економіки та управління трудовими ресурсами.
27 травня 2009 року, на підставі прилюдного захисту дисертації на тему: «Зміна фільтраційних характеристик незв'язних ґрунтів під дією дренажу», Вищою атестаційною комісією України присуджено ступінь кандидата технічних наук.

## Кар'єра
З 1981 року по 1984 рік — служба у Військово-морському флоті на підводному човні. Звільнившись в запас, працював електрозварювальником, ізолювальником, старшим інженером відділу соціальних питань на будівництві Хмельницької АЕС.
Упродовж 1989–1994 рр. — начальник житлово-комунального управління УБ ХАЕС.
У 1994 році призначений начальником житлово-комунального підприємства Нетішинської міської ради.
З 1997 р. до квітня 2003 р. — перший заступник Нетішинського міського голови.
З квітня 2003 року призначений на посаду директора Славутської філії ВАТ «Хмельницькгаз».
З квітня 2006 року — міський голова міста Славута.
У 2010 році, балотуючись вдруге на посаду міського голови, здобув переконливу перемогу, набравши понад 80 % голосів виборців. Це вперше в історії Славути за роки Незалежності жителі міста підтримали чинного міського голову, довіривши йому крісло на ще одну каденцію.
У 2012 році, балотується від партії ВО «Батьківщина» кандидатом у народні депутати України по мажоритарному 190-му виборчому окрузі (Славутський і Шепетівський райони) і програє самовисуванцю Сергію Буряку.

## Інше
Народився у багатодітній сім'ї. Батько Богдан Омелянович (1930–2006), мати Марта Прокопівна (1926–1998). Одружений, має двох синів та двох дочок.
Василь Богданович також є засновником Славутської паланки Міжнародної громадської організації «Козацтво Запорозьке». Нині він є отаманом Славутської паланки Волинського округу.
Захоплення: підводне полювання, живопис.

## Нагороди
Нагороджений орденами «За заслуги» III ступеня (січень 2006), «Козацька слава» III ступеня, М. Ломоносова, Почесним знаком Міністерства юстиції України, медаллю МО України «За сприяння Збройним Силам України» та ін.